# Ildefons Cerdà
Ildefons Cerdà i Sunyer (Spanyolország, Centelles, 1815. december 23. - Spanyolország, Caldas de Besaya, 1876. augusztus 21.) katalán építész, az urbanisztika atyja, Barcelona város új negyedének, az Eixample-nek megálmodója.

## Élete
Cerdà családja a 15. század óta élt a katalóniai Centelles településen. Apja és nagyapja haladó gondolkodásúak, akik már a XVIII. században Amerikával kereskedelmi kapcsolatot kiépítők voltak, Ildefons tőlük örökölhette nyitott szellemét. Latint és filozófiát tanult Vicben, ahová szülei menekültek az első karlista háború elől. 1832-ben Barcelonába, majd három év múlva Madridba költözött, mindkét helyen széles körű mérnöki tanulmányokat folytatott - építészeti, vízmérnöki -, majd 1841-ben diplomázott. Állami mérnökként Murcia, Teruel, Tarragona, Valencia, Girona és Barcelona városokban végzett munkákat, s a katalán fővárosban ismerte meg az utópista-szocialista Étienne Cabet elméletét, mely jelentős hatást gyakorolt rá, de kapcsolatban volt a haladó Narcís Monturiol mérnökkel és  Ramon Martí i Alsina festőművésszel is. Cerdà 1848-ban telepedett le Barcelonában, feleségül vette Clotilde Bosch festőművészt - egyik lányuk, Clotilde Cerdà i Bosch később ismert hárfaművész és zeneszerző lett, akinek ma egy park viseli nevét Barcelonában.
Az 1870-es években a barcelonai városi milícia parancsnokává választották, ám egy általános sztrájk során az utasítással ellentétben a munkások mellé állt, lakhatási körülményeikről szociológiai felmérést készített, melyet Madridba vitt egy delegáció tagjaként.
Idős korára az anyagi csőd fenyegette, mert több munkáját nem fizették ki. 1876-ban Caldas del Besaya fürdőhelyen hunyt el.

## Várostervező munkássága

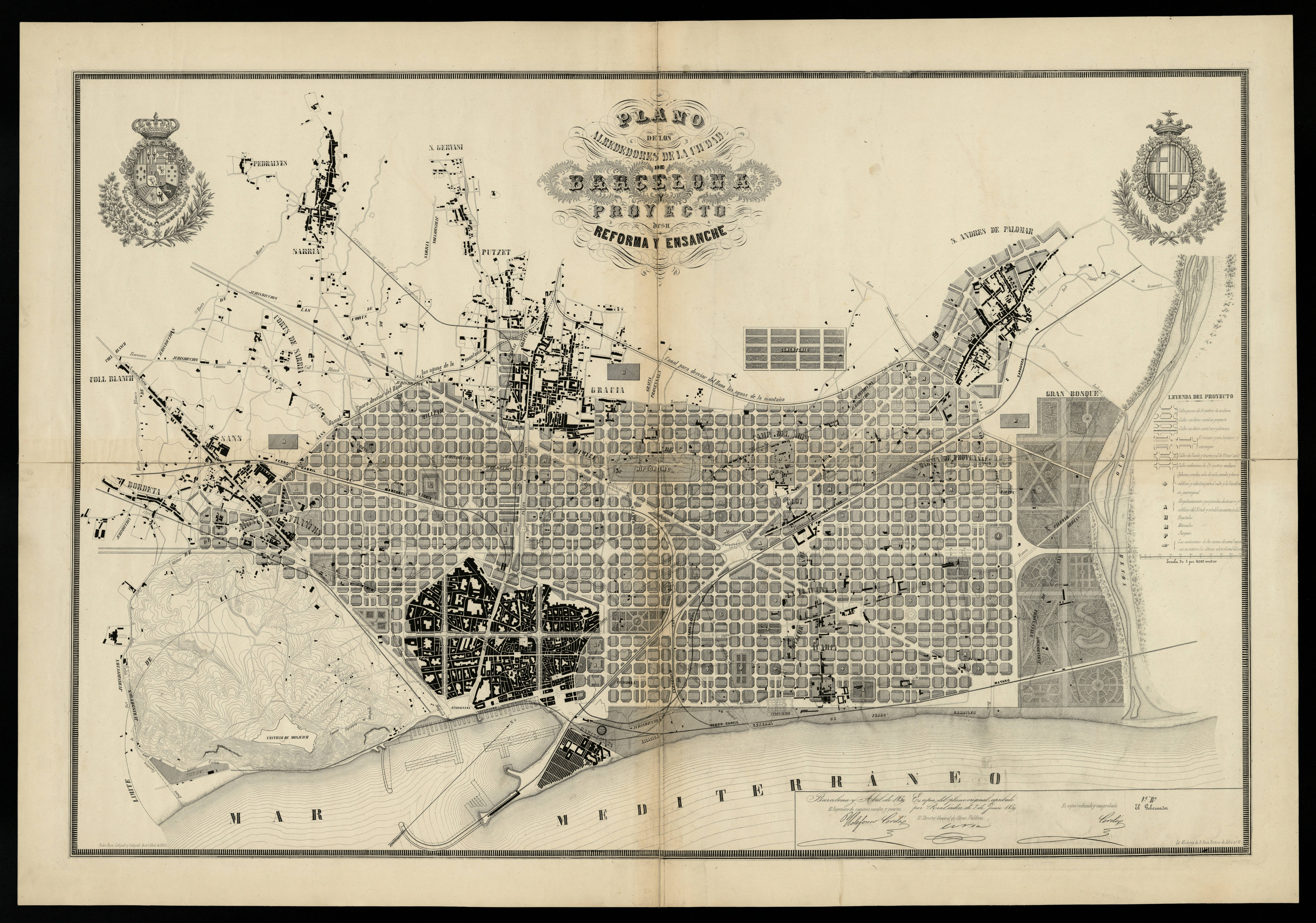
Cerdà 1859-es városrendezési terve Barcelonáról

Barcelona városát 1854-ig egy középkori eredetű fal vette körül, ami abban az időben már kevésbé védte a várost, mint inkább gátolta a terjeszkedését. 1856-ban Cerdà Franciaországba utazott, ahol lenyűgözték III. Napóleon francia császár és Haussmann báró Párizst átalakító hatalmas városépítési munkái. 1857-re Cerdà elkészítette Barcelona bővítésére, egyszersmind új negyedére vonatkozó tervének vázlatát, egy évvel később, amikor a város pályázatot írt ki a fal lebontása utáni városfejlesztésre, maga is  beadta a kész tervet, a győztes azonban Antoni Rovira i Trias terve lett. A két koncepció alapvetően különbözött egymástól: Rovira elképzelése egy kör-sugaras elrendezésű város volt, Cerdà sakktáblaszerű úthálózatot képzelt. Rovira terve előrevetítette a szegregáció lehetőségét, hiszen a város középpontjában a módosabbak, egyre távolabb pedig a mind szegényebbek költöztek volna - a telkek árának változásának függvényében. Cerdà ellenben a várhatóan közel egységes telekárakból kiegyensúlyozottabb társadalmi eloszlást várt. A két terv közti különbséget Antonio Lopez de Aberasturi építész, Cerdà élettörténetéről szóló könyvében úgy foglalja össze: A két terv alapvető különbsége mégis a városról vallott koncepciójukban keresendő: Roviráé egy nagy városépítészeti műalkotás terve volt, míg Cerdáé megnyitotta az utat az urbanisztika előtt.
Bár Cerdà munkája a pályázaton csak második lett, ám a spanyol kormány által akkoriban létrehozott felsőbb szerv, mely a városok felett rendelkezett, úgy döntött hogy mégis az ő tervét valósítsák meg. Cerdá elképzelése több volt, mint mint egy városbővítési terv: az első urbanisztikai tanulmányként tartják számon, amit később, 1867-ben megjelent művében tökéletesítve tett közzé. Kiszámolta mennyi levegőre van szüksége egy embernek, foglalkozott a munkahelyteremtés problémájával, a szolgáltatásokkal, piacterek, iskolák és kórházak létrehozását javasolta, s rámutatott: minél szűkebb egy utca, annál magasabb a halálozási arány. Szisztematikusan építette fel tervét, mely minden olyan részletre kitért, amire a város lakóinak - származástól és anyagi helyzettől függetlenül - szükségük lehet. Elképzeléseire annál is inkább szükség volt, mert Barcelonaában a népsűrűség akkoriban hektáronként 890 lakos volt, szemben London 90 fő/ha, Párizs 350 fő/ha és Madrid 380 fő/ha mutatóival.
Cerdàt tartják az urbanisztika szó megalkotójának is. Elképzeléseit 1867-ben adta közre két kötetben Teoría general de la urbanizacion (Az urbanizáció általános elmélete) címmel, melyet később a világ számos nyelvére lefordítottak, magyarul 2017-ben jelent meg.
Az új városrészt - amely területét tekintve nagyobb, mint az ősi barcelonai városmag, és több környező települést is magába integrált - Eixample-nek nevezték, ami katalánul kiterjesztést jelent. Cerdà terve nem valósulhatott meg teljes mértékben, számos politikai és gazdasági ok közrejátszott abban, hogy kompromisszumokat kellett kötni. Az építész eredetileg az egyes szabályos négyszög alakú,  manzanáknak nevezett tömböknek csak az egyik oldalát építette volna be, legfeljebb négyemeletes lakóházakkal, a többi rész megmaradt volna közparknak. Ehhez képest az ingatlanspekulánsok elérték, hogy magasabb lakóházakat és kevesebb parkot építtessenek, s a szélesre tervezett utcákat is keskenyítették néhol. Az eredeti elképzelés elvesztette eszmeiségét, de létrejött Barcelona polgári városrésze.